# El precio del cielo
El precio del cielo é uma telenovela mexicana, produzida pela Televisa e a Colgate-Palmolive, cuja exibição ocorreu em 1959 pelo Telesistema Mexicano.

## Elenco
- Miguel Manzano
- María Tereza Montoya
- Luis Beristain
- Malú Gatica
- Bárbara Gil
- Ismael Larumbe
- Juan Salido
- Bertha Moss
- Ada Carrasco